# Boljare (Sjenica)
Pour les articles homonymes, voir Boljare.
Boljare (en serbe cyrillique : Бољаре) est un village de Serbie situé dans la municipalité de Sjenica, district de Zlatibor. Au recensement de 2011, il comptait 29 habitants.

## Démographie
| 1948 | 1953 | 1961 | 1971 | 1981 | 1991 | 2002 | 2011 |
| ---- | ---- | ---- | ---- | ---- | ---- | ---- | ---- |
| 160  | 67   | 83   | 118  | 88   | 45   | 33   | 29   |

|  |